# The Love Defender
The Love Defender è un film muto del 1919 diretto da Tefft Johnson e considerato perduto. La sceneggiatura di George DuBois Proctor si basa su un soggetto di Maravene Thompson. Prodotto e distribuito dalla World Film, aveva come interpreti June Elvidge, Frank Mayo, Eloise Clement e Tefft Johnson.

## Trama
Frank Rodney, un medico dello staff del dottor Meredith, viene piantato dalla fidanzata Anita Day che gli preferisce Bates, un multimilionario. Frank, allora, sposa Hope, la figlia di Meredith, da sempre innamorata di lui. Dopo un incidente automobilistico del quale sono vittime Meredith e sua moglie, Frank rileva l'attività del medico. Ma quando Anita riprende a frequentarlo dopo la morte di Bates, Frank lascia la moglie, dicendole che il loro è un matrimonio ormai finito. Hope, disperata, pensa al suicidio. Poi, però, ci ripensa, rendendosi conto che così ucciderebbe anche la vita del bambino che porta in grembo. Frank, dopo una scenata di Anita, decide di lasciarla e di tornare a casa, da Hope.

## Produzione
Il film fu prodotto dalla World Film.

## Distribuzione
Il copyright del film, richiesto dalla World Film Corp., fu registrato il 20 marzo 1919 con il numero LU13548. Distribuito dalla World Film, il film uscì nelle sale cinematografiche statunitensi il 31 marzo 1919.
Non si conoscono copie ancora esistenti della pellicola che viene considerata presumibilmente perduta.